# Слепян, Владимир Львович
Владимир Львович Слепян (12 сентября 1930, Прага — 7 июля 1998, Париж) — советский художник, литератор.

## Биография
Владимир Слепян родился в Праге 12 сентября 1930 года, в семье Льва Владимировича Слепяна (1898—1938), работавшего в Праге с 1928 года.
В 1929 году родители купили кооперативную квартиру в Москве по адресу: Трубная ул. 25, кв. 37. Они всегда были прописаны там и всегда возвращались туда после заграничных командировок. Отец жил в этой квартире до дня ареста 7 февраля 1938 года, мать — до дня своей смерти 20 апреля 1962 года. Отец, уроженец Минска, еврей, член ВКП(б) с 1918 года, был расстрелян на Бутовском полигоне 9 августа 1938 года.
Владимир Слепян учился в начальной школе в Москве в Малом Сухаревском переулке. Поступил и окончил Первую московскую художественную школу. Там с ним учился и художник Юрий Злотников. В 1951 году Владимир Слепян учился в МГПИ им. Ленина, на математическом факультете, но оставил его. Поступил в МГУ, а затем уехал в Ленинград с тем, чтобы перевестись на 3-й курс математического факультета Ленинградского государственного университета. В Ленинграде он познакомился с Олегом Целковым, которого в тот момент выгнали из Академии художеств за «формализм в искусстве». В начале 1956 года В. Слепян вернулся в Москву, привёз картины Олега Целкова и устроил первую выставку его работ в родительской квартире. В 1956 году Слепян снова вернулся к живописи, но уже абстрактной.
В Москве квартира Слепянов на Трубной улице в 1956—1958 годах стала одним из центров неофициальной художественной жизни. Там сложилось сообщество, в которое входили Ю. Злотников, И. Куклес, О. Прокофьев, Б. Турецкий, И. Шелковский. В 1950-х годах вместе с Юрием Злотниковым проводил «сеансы одновременной живописи».
В апреле 1958 года Владимир Слепян эмигрировал в Польшу, а затем перебрался во Францию, в Париж.
В 1963 году Владимир Слепян перестал заниматься живописью. Он открыл переводческое бюро, писал прозу, стал известен как драматург. Работал под литературным псевдонимом Эрик Пид.
Умер 7 июля 1998 года в Париже на станции метро «Сен-Жермен де Пре» от сердечного приступа. Похоронен на одном из пригородных кладбищ, ввиду отсутствия родственников, за муниципальный счет.

## Работы находятся в собраниях
- Государственная Третьяковская галерея, Москва.[4]

## Цитаты
- «Судьба Слепяна — больше чем личная драма. Это судьба поколения. Слепян — замкнутый, ни с кем не делившийся своим горем (никому не рассказывал о репрессированном и расстрелянном отце), неловкий парень — раскрутил ту пружину, которая буквально выкинула его из „мира социализма“ в большой цивилизованный мир. Он был одним из первых уехавших, и это был поступок. Искусство Слепяна, как и его жизнь, — смелый жест, интеллектуальная игра с некоторой примесью авантюризма. С оттепелью заговорили о „необозримых возможностях“. Но реальная жизнь, на самом деле похожая на задубевшую шкуру, становилась не-выносимой. Ей сопротивлялся Слепян, его мечтой и целью были свобода и незакрепощенность»[3] — Юрий Злотников, 2010.